# Wilhelm von Christ

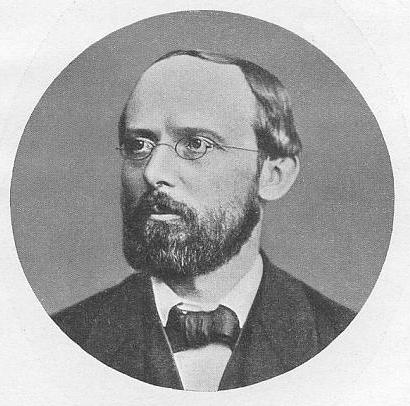
Wilhelm von Christ

Wilhelm Christ, seit 1876 Ritter von Christ (* 2. August 1831 in Geisenheim in Hessen-Nassau; † 8. Februar 1906 in München) war ein deutscher klassischer Philologe.

## Leben
Der Sohn eines Bäckers und einer Müllerstochter besuchte das Gymnasium in Hadamar und studierte ab 1850 in München bei Karl Halm, Friedrich Thiersch, Karl von Prantl und Leonhard Spengel, anschließend in Berlin bei Friedrich Adolf Trendelenburg, August Boeckh und Franz Bopp. 1853 wurde er in Berlin mit einer Arbeit über Aristoteles promoviert und ging als Lehrer an das Maximiliansgymnasium in München. 1860 wurde Christ außerordentlicher Professor für klassische Philologie an der Universität München, 1863 ordentlicher Professor. 1891/1892 war er Rektor der Universität. Eine Verbindung zum Schulwesen behielt er als Mitglied des Obersten Schulrats in Bayern (1872) und der Reichsschulkommission (1890).
Seit 1858 war Christ außerordentliches, seit 1864 ordentliches Mitglied der Bayerischen Akademie der Wissenschaften, in deren Schriftenreihen er zahlreiche Abhandlungen veröffentlichte. Ab 1870 war er Ehrenmitglied der Griechischen philologischen Gesellschaft in Konstantinopel. Mit der Verleihung des Bayerischen Kronenordens 1876 wurde er als Ritter von Christ in den persönlichen Adelsstand erhoben. 1893 ernannte ihn das Deutsche Archäologische Institut zum ordentlichen Mitglied. 1894 wurde ihm der Bayerische Maximiliansorden für Wissenschaft und Kunst verliehen.

## Werk
Christ beschäftigte sich mit zahlreichen Themen sowohl aus der griechischen als auch aus der lateinischen Literatur. Textausgaben veröffentlichte er u. a. von Pindar, Aristoteles und Homers Ilias. Bleibende Bedeutung hatten vor allem seine Arbeiten zur Metrik und seine Geschichte der griechischen Literatur für das Handbuch der Altertumswissenschaft, die in mehreren Auflagen erschien, nach seinem Tod weitergeführt von Otto Stählin und Wilhelm Schmid.
1886 stellte Wilhelm Christ erstmals die These auf, dass die sogenannten Seevölker identisch mit den Atlantern des Platon seien. Später wurde diese These immer wieder mit unterschiedlicher Ausdeutung aufgegriffen, u. a. von Theodor Gomperz, Spyridon Marinatos, Jürgen Spanuth, John V. Luce oder Herwig Görgemanns.

## Schriften (Auswahl)
- Studia in Aristotelis libros metaphysicos collata. Diss. Berlin 1853.
- Grundzüge der griechischen Lautlehre. Teubner, Leipzig 1859.
- Von der Bedeutung der Sanskritstudien für die griechische Philologie. Weiß, München 1860.
- Metrik der Griechen und Römer. Teubner, Leipzig 1874; 2. Auflage 1879. Nachdruck: Gerstenberg, Hildesheim 1972.
- (mit Franz Joseph Lauth): Führer durch das K. Antiquarium in München. Franz, München 1870 (mehrere Neuausgaben).
- Geschichte der griechischen Litteratur bis auf die Zeit Justinians. Beck, München 1889; 4. Auflage 1905.
- Reform des Universitätsunterrichtes. Wolf, München 1891 (Rektoratsantrittsrede).

Ausgaben
- Pindar: Carmina. Teubner, Leipzig 1869. Zahlreiche Neuauflagen.
- (mit Matthaios K. Paranikas): Anthologia Graeca carminum Christianorum. Teubner, Leipzig 1871. Nachdruck Olms, Hildesheim 1963.
- Aristoteles: Ars poetica.  Teubner, Leipzig 1878. Zahlreiche Neuauflagen/Nachdrucke.
- Homer: Ilias. Teubner, Leipzig 1884.
- Aristoteles: Metaphysik. Teubner, Leipzig 1886. Zahlreiche Neuauflagen/Nachdrucke.